# Mélanie Meillard
Mélanie Meillard (Neuchâtel, 23 settembre 1998) è una sciatrice alpina svizzera.

## Biografia
Nata a Neuchâtel e originaria di Hérémence, Mélanie Melliard è sorella di Loïc, a sua volta sciatore alpino di alto livello; ha partecipato alla sua prima gara FIS nel novembre 2014, mentre il 6 gennaio 2015 ha esordito in Coppa Europa ottenendo il 42º posto nello slalom gigante di Zinal.
Nella stagione 2015-2016 ha esordito in Coppa del Mondo nello slalom speciale di Åre del 13 dicembre, nel quale non ha concluso la seconda manche. Nel prosieguo della stagione ha vinto la medaglia di bronzo nello slalom gigante ai Mondiali juniores di Soči e ha conquistato il primo podio in Coppa Europa (2ª nello slalom speciale di La Molina del 17 marzo), mentre all'inizio della stagione successiva ha raccolto i primi punti in Coppa del Mondo giungendo 18ª nello slalom gigante di Sölden del 22 ottobre.
Il 9 febbraio 2017 ha ottenuto la sua prima vittoria in Coppa Europa nello slalom di Bad Wiessee. Ai Mondiali di Sankt Moritz 2017, suo esordio iridato, si è classificata 13ª nello slalom gigante e non ha completato lo slalom speciale. Il 1º gennaio 2018 ha colto nello slalom parallelo di Oslo il suo primo podio in Coppa del Mondo (3ª); ai Mondiali di Cortina d'Ampezzo 2021 non ha completato lo slalom speciale e a quelli di Saalbach-Hinterglemm 2025 si è piazzata 15ª nella combinata a squadre e non ha completato lo slalom speciale.

## Palmarès

### Mondiali juniores
- 1 medaglia:
  - 1 bronzo (slalom gigante a Soči 2016)

### Coppa del Mondo
- Miglior piazzamento in classifica generale: 19ª nel 2018
- 1 podio:
  - 1 terzo posto

### Coppa Europa
- Miglior piazzamento in classifica generale: 9ª nel 2023
- 7 podi:
  - 4 vittorie
  - 1 secondo posto
  - 2 terzi posti

#### Coppa Europa - vittorie
| Data             | Località    | Paese    | Specialità |
| ---------------- | ----------- | -------- | ---------- |
| 9 febbraio 2017  | Bad Wiessee | Germania | SL         |
| 10 febbraio 2017 | Bad Wiessee | Germania | SL         |
| 9 febbraio 2023  | Maribor     | Slovenia | GS         |
| 10 febbraio 2023 | Maribor     | Slovenia | GS         |

Legenda:

GS = slalom gigante

SL = slalom speciale

### Campionati svizzeri
- 8 medaglie[4]:
  - 3 ori (slalom gigante, slalom speciale nel 2017; slalom speciale nel 2021)
  - 1 argento (combinata nel 2017)
  - 4 bronzi (combinata nel 2016; supergigante nel 2017; slalom gigante nel 2021; slalom speciale nel 2025)